# Polana Michurowa
Polana Michurowa – duża podszczytowa polana na Ćwilinie w Beskidzie Wyspowym. Należy do wsi Wilczyce w województwie małopolskim, w powiecie limanowskim, w gminie Dobra.

## Historia
Powstała, podobnie, jak większość polan w Karpatach w wyniku działalności Wołochów, którzy przybyli tutaj w XV w. ze swoimi stadami owiec i kóz. Polany otrzymywali w wyniku wypalania (tzw. cyrhlenia). Z czasem osiedlili się oni w dolinach i zmieszali z miejscową ludnością. Przez kilkaset lat polana tętniła intensywnym życiem pasterskim. Wypasali tutaj mieszkańcy Jurkowa, Wilczyc i Łostówki. Pasterstwo odbywało się według wielowiekowych tradycji. Od nazwisk właścicieli pochodzą nazwy części polany: Gruszowskie Polany (zachodni skraj), Mihurowa Polana (w okolicach szczytu), Polana Mysoglądów i Polana Kuczaji (dolna część). W miarę wzrastania liczby ludności wzrastała też liczba wypasanego inwentarza, największe nasilenie pasterstwo osiągnęło przed II wojną światową. Wypasano nie tylko na polanie, ale również w otaczających ją lasach. Pod koniec XIX w., gdy Galicja była już przeludniona i był ogromny brak ziemi, polana została zaorana i uprawiano tu zboża, świadczą o tym istniejące do tej pory zagony i zarośnięte borówkami kupy kamieni zbierane z ornego pola. Nieopłacalnej na tej wysokości uprawy szybko jednak zaniechano, najstarsi ludzie już bowiem tego nie pamiętają. Pasterstwo utrzymywało się jeszcze przez jakiś czas po II wojnie światowej, jeszcze w latach 80 wypasał tutaj baca Kołodziej z Wilczyc. Polana służyła również jako łąka z której pozyskiwano siano dla bydła i owiec. Po załamaniu pasterstwa (z przyczyn ekonomicznych), oraz zaniechaniu pozyskiwania siania, obserwować tu możemy kolejne etapy naturalnej sukcesji ekologicznej. Polana zarasta już borówczyskami (borówka czarna) i zaczyna stopniowo samorzutnie się zalesiać. Pomimo licznych prób przywrócenia wypasu owiec oraz dopłat do koszenia trawy, polana zarosła już niemal całkowicie. Jej obszar na przestrzeni ostatnich lat zmniejszył się o około 70% ze szkodą dla kapitalnych widoków i różnorodności biologicznej.

## Opis polany
Jest to jedna z największych polan w Beskidzie Wyspowym. W dolnym rogu polany znajduje się źródełko wody (jest to źródło potoku Rosochaniec) oraz resztki kamiennego szałasu zbudowanego przez zbieraczy borówek. Źródełko to wiele lat temu wypływało znacznie wyżej (około 300 metrów) a obok stała najwyżej położona na polanie bacówka. W zachodniej, górnej części polany na drzewie jest drewniana figurka z napisem: „kapliczkę wzniesioną w 1941 r. przez J. Schnaydra i A. Millera odnowił we wrześniu 1969 r. za bacowania gazdy Kołodzieja z Wilczyc Walery Krawczyński z synami”. Obok polowy ołtarz. Ustawiono go tutaj w 2000 r. z okazji obchodów Roku Milenijnego. Na szczycie znajdują się ławki i stół dla turystów. Długi i stromy stok południowy jest wykorzystywany przez paralotniarzy do startu.

## Panorama widokowa
Niemal cała polana znajduje się na południowo-wschodnich stokach Ćwilina, od wysokości ok. 980 m n.p.m. aż po sam wierzchołek, a niewielkie jej połacie obejmują także pozostałe strony świata. Dzięki temu roztacza się z niej bardzo szeroka panorama widokowa. Kolejno od lewej strony widoczne są szczyty: Ostra, Cichoń, Mogielica, Krzystonów, Wielki Wierch (z tyłu za nim Lubań), Jasień, Gorc, Kobylica, Cyrkowa Góra, Marczakowa Skała i grzbiet Gorców od Kudłonia poprzez Turbacz i Obidowiec aż po dolinę Raby. W dole, na południowej stronie widać Ostrą i Ogorzałą, a w zachodnim kierunku szczyty Lubonia Wielkiego i Szczebla. Przy dobrej pogodzie widoczne są odległe pasma górskie: Beskid Sądecki, Magura Spiska, Wielka Fatra, Wielki Chocz i Pasmo Babiogórskie z Babią Górą.

## Szlaki turystyki pieszej
z Przełęczy Gruszowiec (b. strome podejście!) na Ćwilin. 1:15 h (↓ 0:45 h);
 z Jurkowa na Ćwilin. 1:50 h (↓ 1:30 h);
 z Mszany Dolnej przez Czarny Dział na szczyt Ćwilina. 3:20 h (↓ 2:30 h).

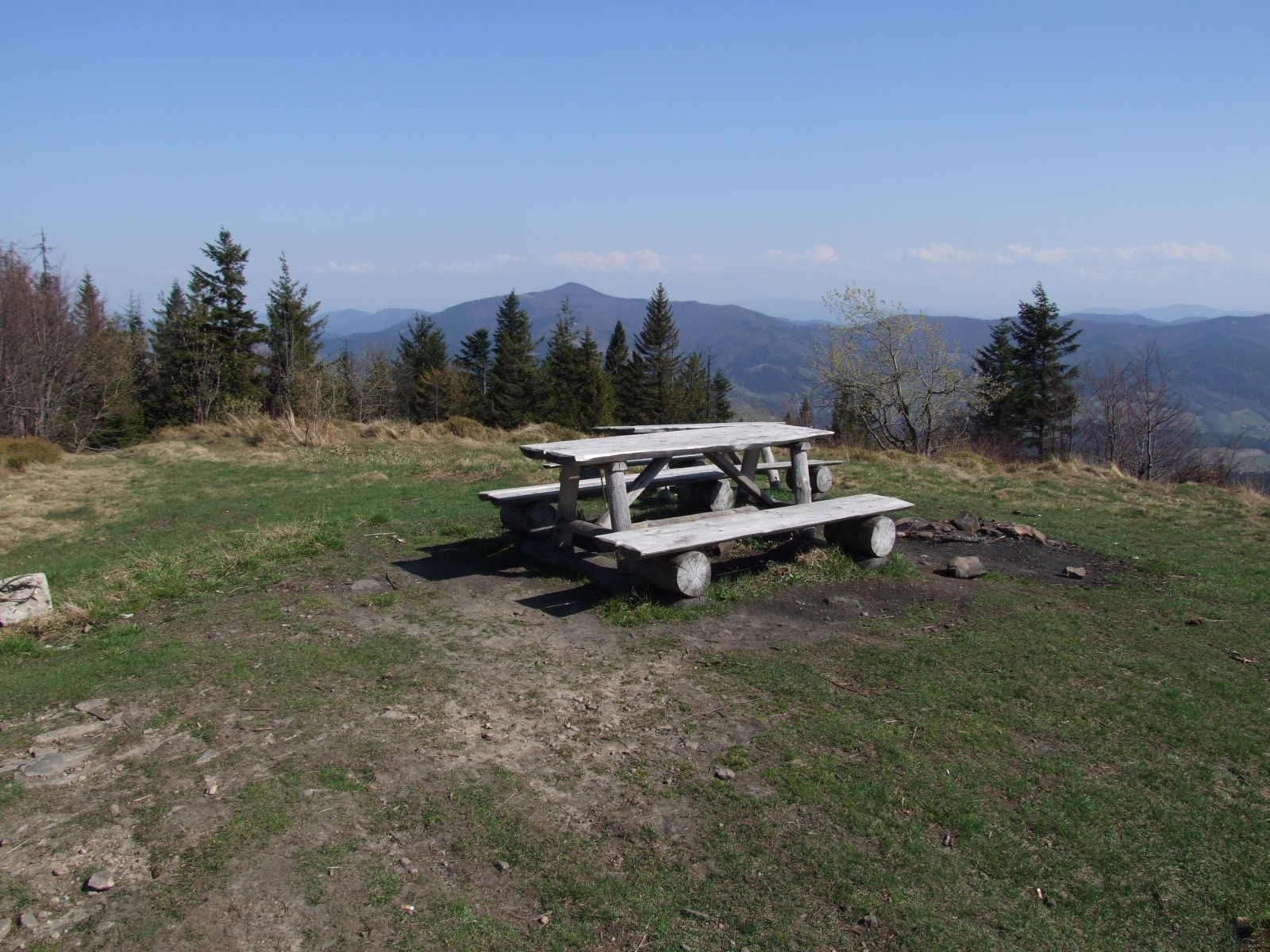
Szczyt Ćwilina i widok na Mogielicę
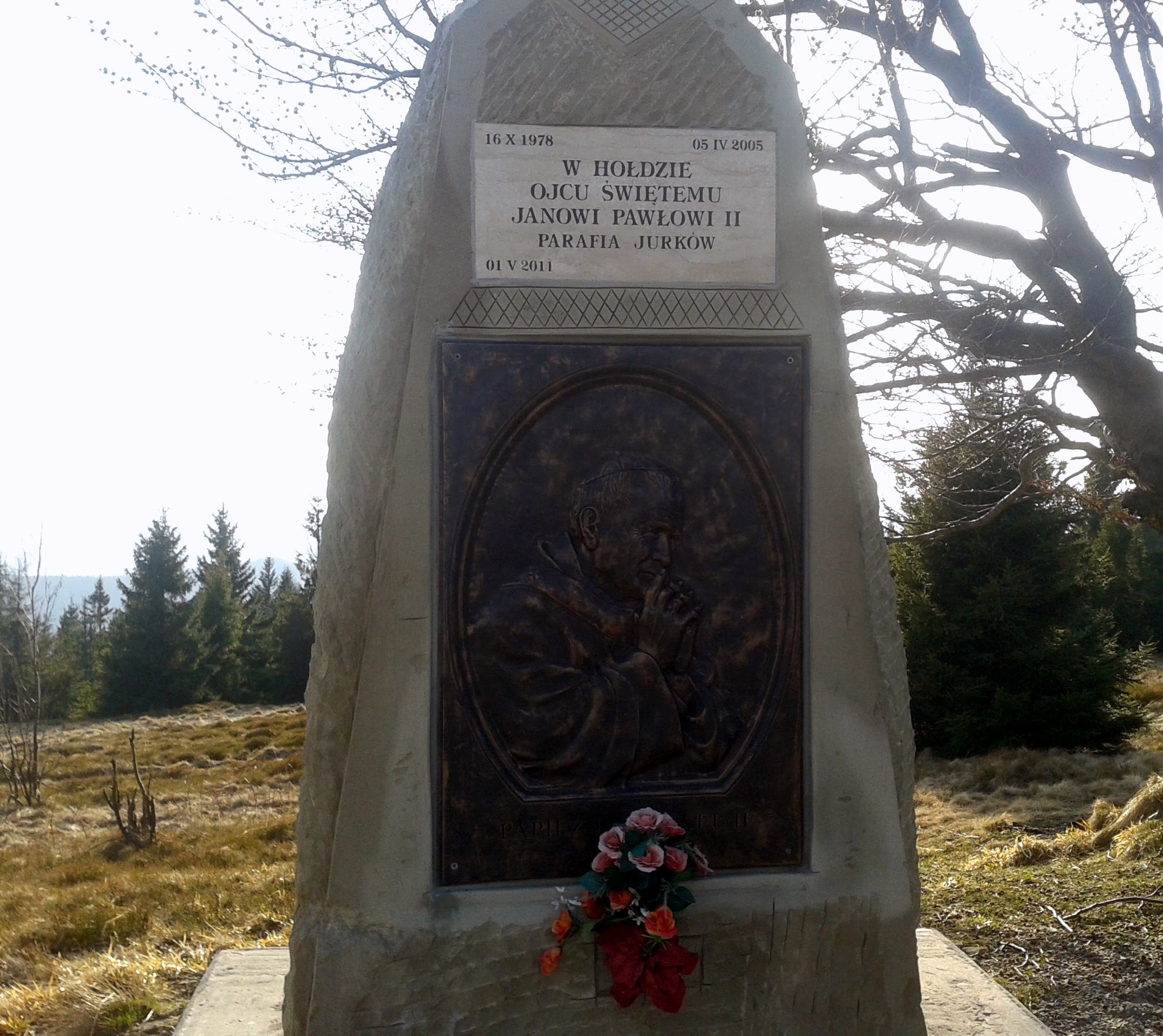
Pomnik na Ćwilinie ku czci papieża Polaka
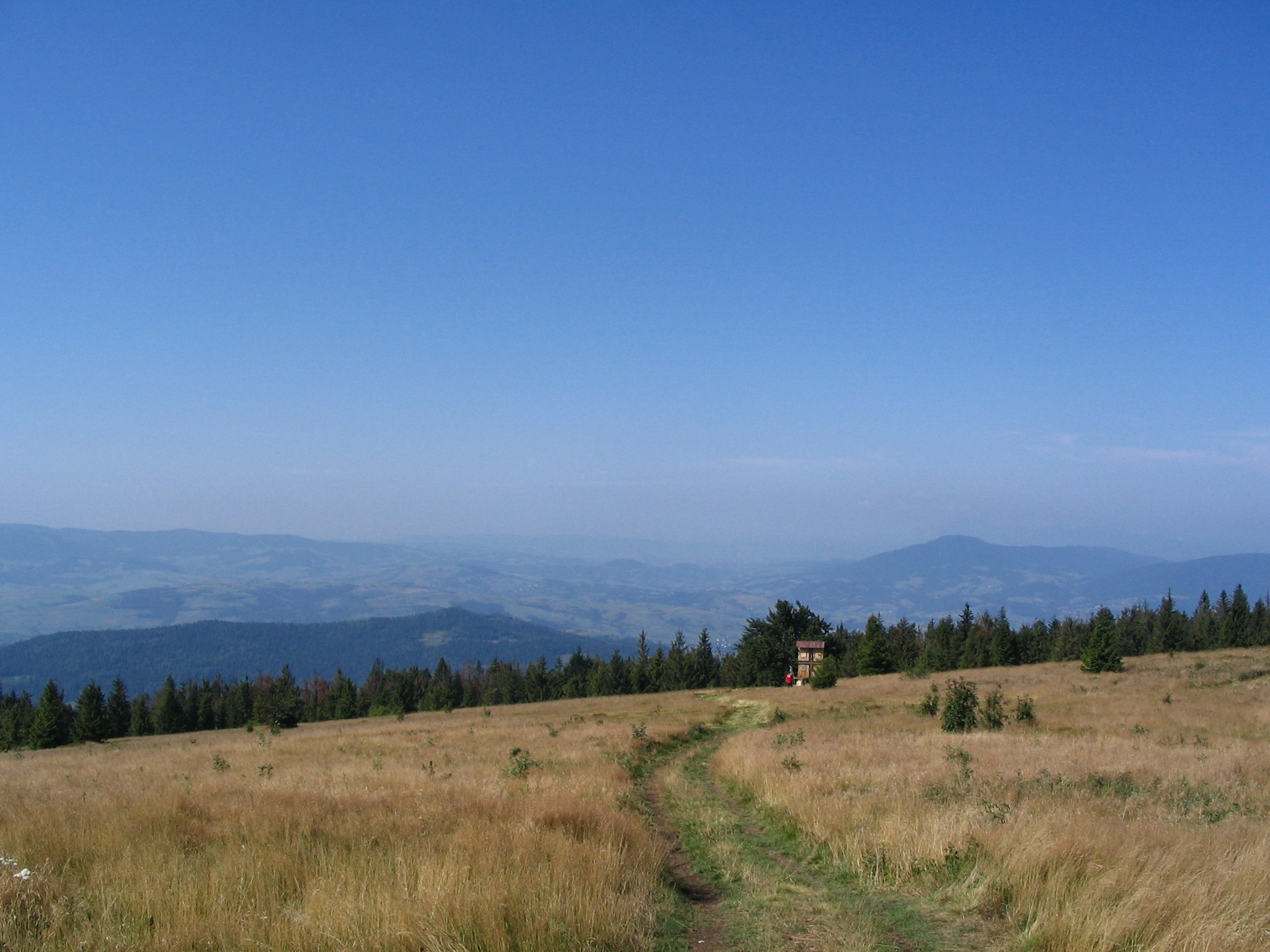
Fragment polany
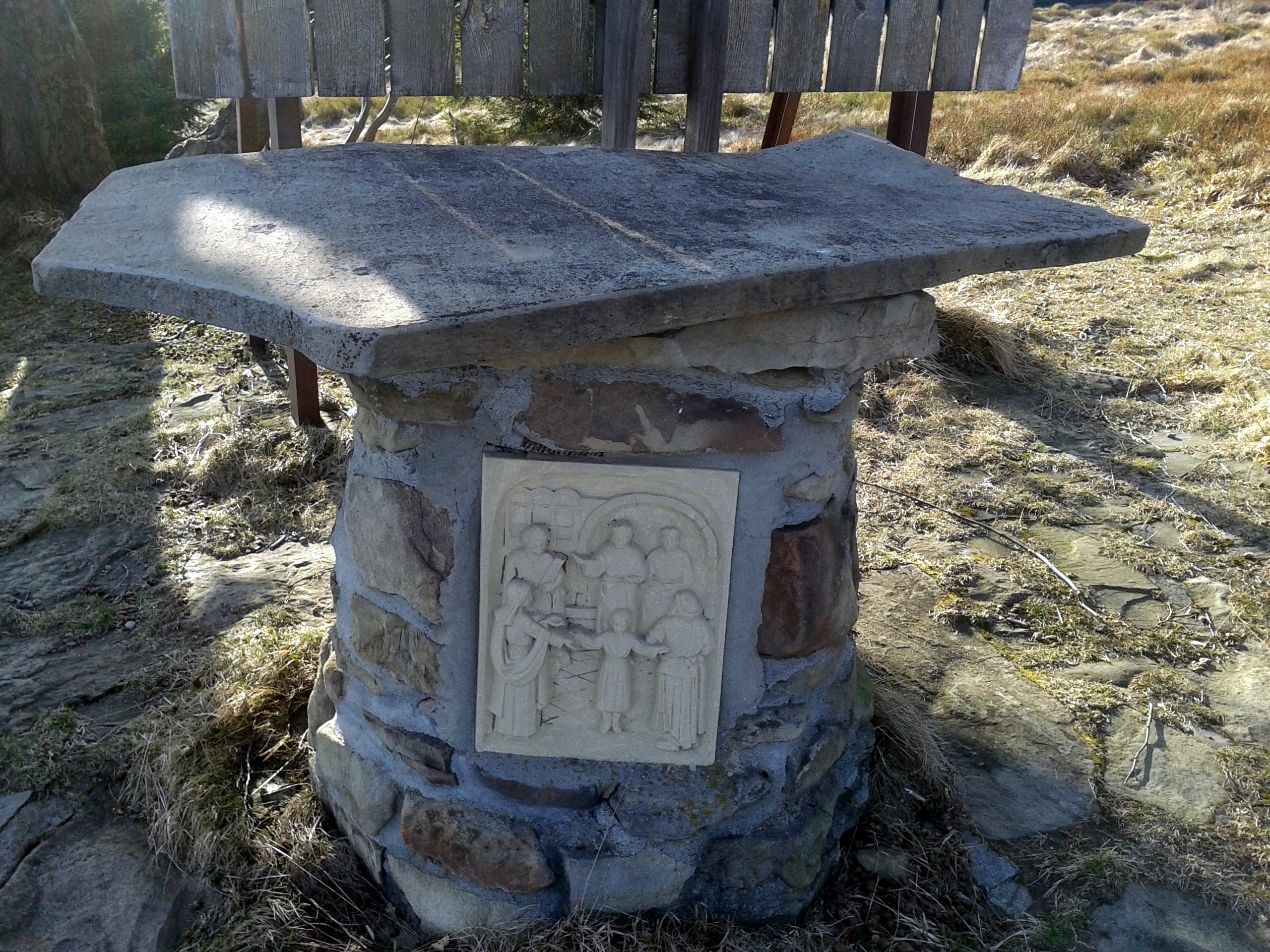
Ołtarz polowy na górze Ćwilin
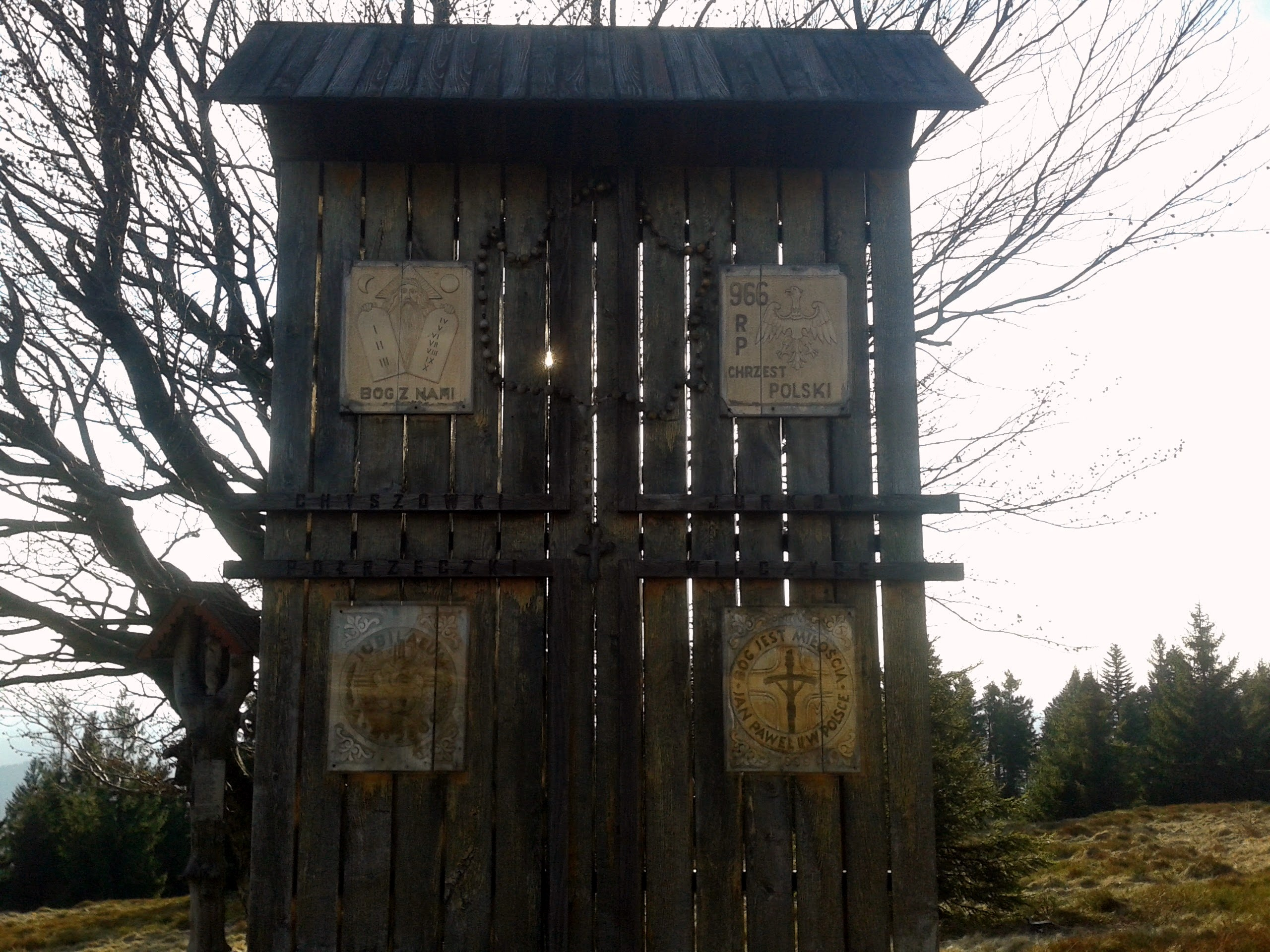
Tablica z nazwami miejscowości parafii Jurków.
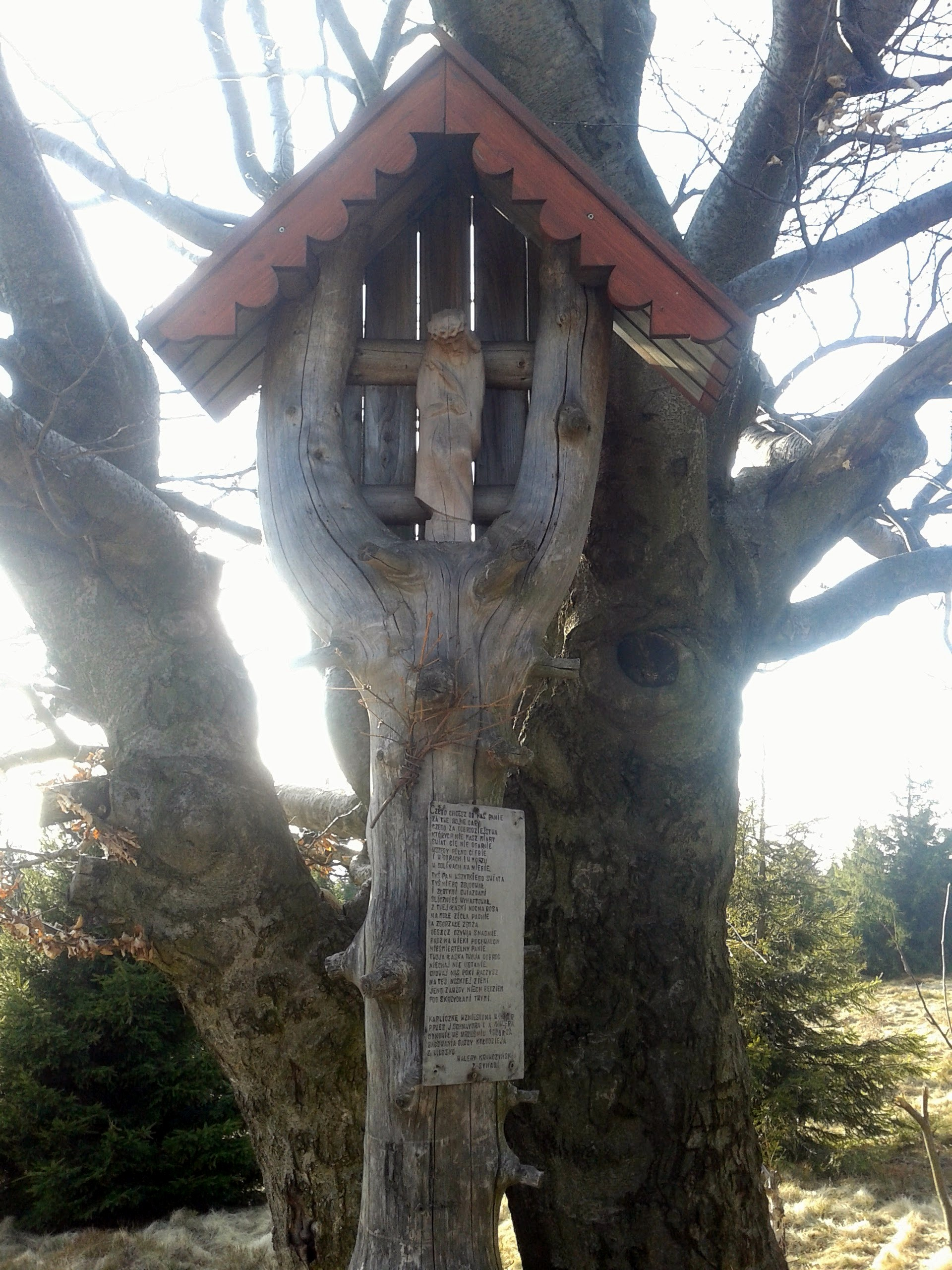
Kapliczka.
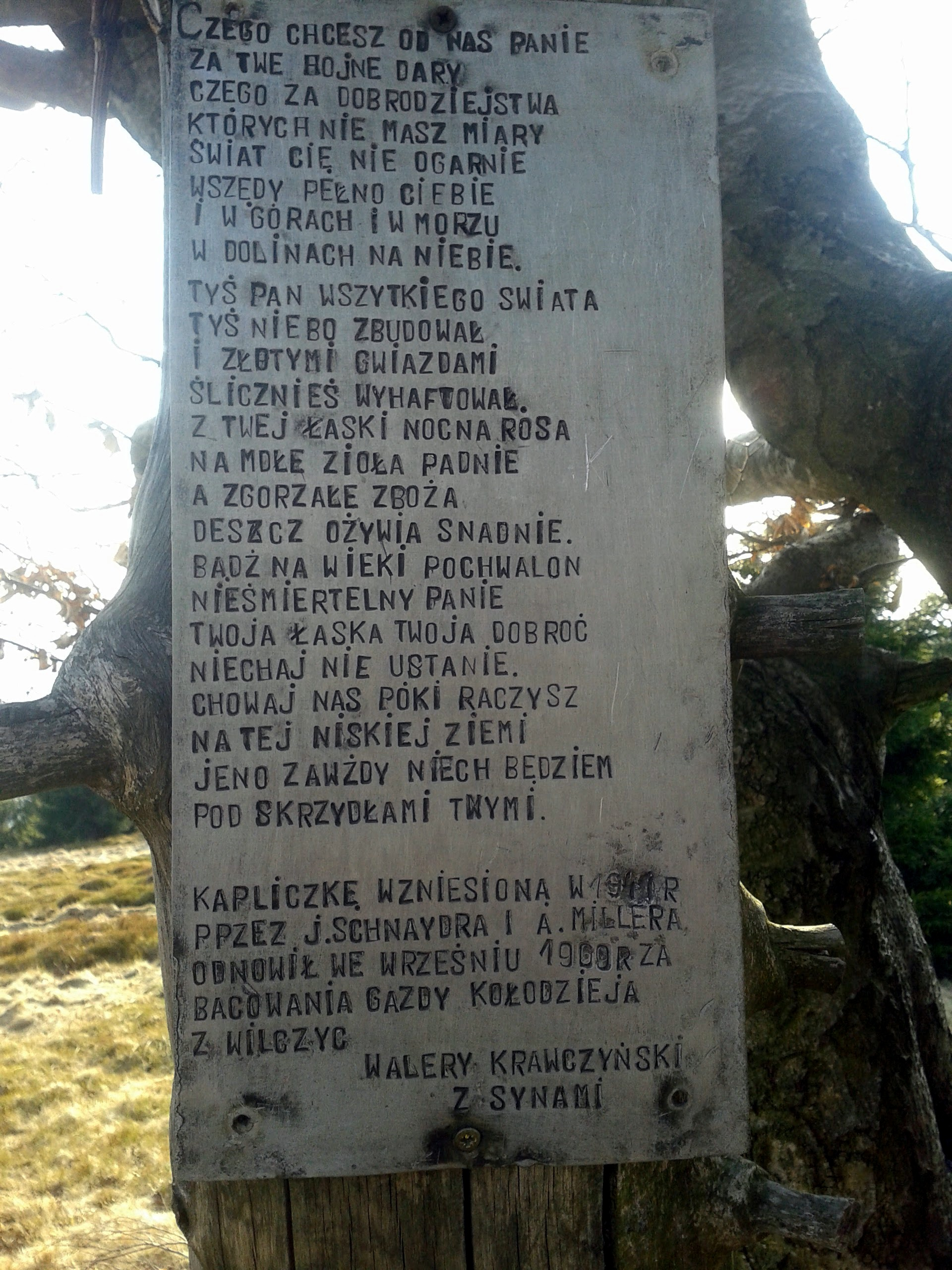
Tabliczka z kapliczki na szczycie Ćwilina
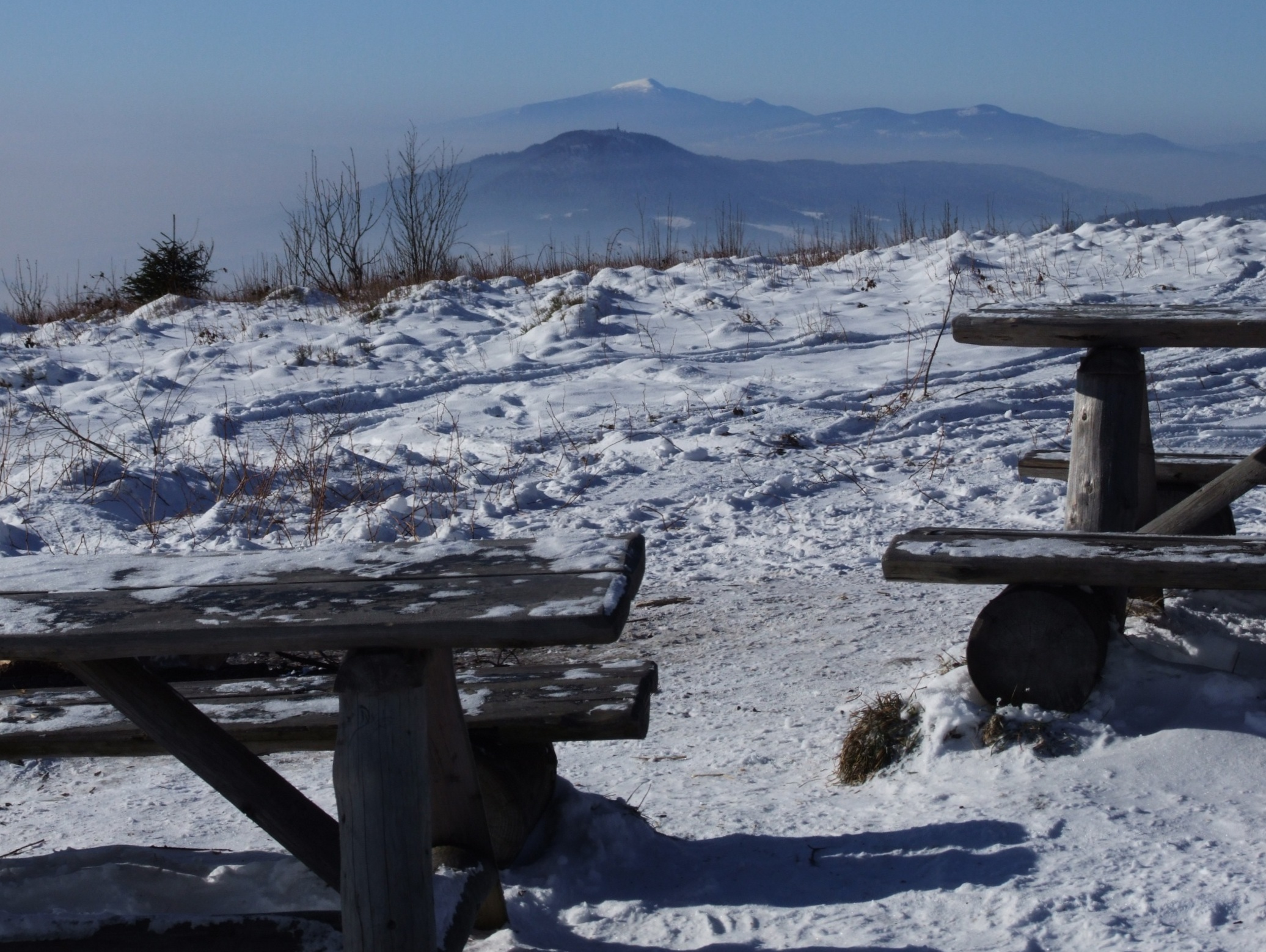
Polana Michurowa zimą